# 克里斯·鲍威尔
克里斯·鲍威尔，MBE（英語：Chris Powell，1969年9月8日—）生於倫敦兰贝斯，是一名英格蘭職業足球員，司職左閘，曾經代表英格蘭5次上陣，退役後擔任教練及領隊，曾任教查爾頓和哈德斯菲爾德。自2005年11月開始擔任英格蘭職業足球運動員協會主席，直到2010年退役後才卸任。

## 球員生涯
1987年12月鮑維在水晶宮展開其足球事業，期間曾短期外借到現已倒閉的艾迪索特（Aldershot），直到1990年8月轉投修安聯。
在效力這支埃塞克斯郡（Essex）球隊的6年期間，鮑維共為其一隊上陣288次。1996年1月以75萬英鎊轉會到打比郡，為球隊出賽99場後在1998年6月再以82萬5,000英鎊加盟查爾頓。
在效力查爾頓時鮑維合共上陣206場，於每場主場獲勝後，鮑維會作出非凡的慶祝跳躍動作。由於出色的表現，獲得埃里克松的賞識，以31歲的高齡獲召入選國家隊。
在2004/05年球季剛開始不久，鮑維獲准轉投在甲組爭取升級的韋斯咸，成功協助球隊透過附加賽重返超級聯賽，但季後鮑維與韋斯咸未能就續約條件達成協議，鮑維重回查爾頓，簽訂一年合約，並向教練工作發展。但由於原任正選的高哲斯基（Paul Konchesky）轉投韋斯咸，而靴達臣（Hermann Hreidarsson）移任中堅，鮑維在整個2005/06年球季重作馮婦，與借用的史柏達共同鎮守左閘位置。
2006年7月1日鮑維與新升超級聯賽的屈福特簽約一年，領隊保夫萊特（Adrian Boothroyd）希望鮑維的經驗可為年青的屈福特球員帶來穩定，但屈福特末能成功護級，鮑維季後被放棄。2007年7月鮑維第三度加盟查爾頓，主要擔任教練工作，但領隊柏祖（Alan Pardew）認為鮑維在戴卓爾（Ben Thatcher）缺陣時可作為替補。
2007年11月一個網上請願建立促請首相戈登·布朗因鮑維對「本地社區的支持及工作」而授予爵位。
鮑維在2008年5月4日聯賽煞科日代表查爾頓最後一次上陣，最後5分鐘後補上場對高雲地利，射入在查爾頓的第三個入球而大勝4-1。季後柏祖承認鮑維不獲續約擔任球員或教練工作。
2008年8月23日，鮑維以6個月短期合約形式加盟莱斯特城。鮑維憑經驗穩固李斯特城的防線而獲領隊尼祖·皮雅臣（Nigel Pearson）的稱讚，更獲延長合約到季尾。2009年8月8日獲李斯特城委派擔任為一隊發展教練，但年屆39歲的鮑維仍然繼續其球員註冊身份。

## 教練及領隊生涯
2010年夏季鮑維終於高掛球靴，專心教練工作。2010年10月1日於領隊保罗·索萨被辭退後，與門將教練米克·史杜威（Mike Stowell）獲任命為聯合看守領隊。
2011年1月14日獲聘擔任舊東家英甲球會查爾頓的領隊之職，簽約三年半。1月22日首場執教主場2-0擊敗。2011年4月3日於保罗·因斯與提前解約後，鮑維成為92支聯賽球隊中唯一黑人領隊。

## 榮譽

### 球員
李斯特城
- 英格蘭足球甲級聯賽冠軍：2008/09年；

### 領隊
查爾頓
- 英格蘭足球甲級聯賽冠軍：2011/12年；

## 註腳
1. ↑  . staffs.ac.uk. 2010-11-22  [2010-12-21]. （原始内容存档于2012-09-11） （英语）.
2. ↑  .   [2008-05-07]. （原始内容存档于2007-09-02）.
3. ↑  .   [2008-05-07]. （原始内容存档于2007-08-27）.
4. ↑  .   [2008-05-07]. （原始内容存档于2008-05-08）.
5. ↑  Coventry survive despite heavy defeat against Charlton at Valley
6. ↑  .   [2008-05-07]. （原始内容存档于2020-02-02）.
7. ↑  .   [2008-08-27]. （原始内容存档于2012-07-29）.
8. ↑  . BBC Sport. 2008-10-02  [2009-06-30]. （原始内容存档于2020-02-02） （英语）.
9. ↑  . BBC Sport. 2009-01-05  [2009-06-30]. （原始内容存档于2020-02-02） （英语）.
10. ↑  . lcfc.com. 2009-08-08  [2009-12-17]. （原始内容存档于2012-03-01） （英语）.
11. ↑  . lcfc.com. 2010-07-14  [2010-08-02]. （原始内容存档于2010-07-16） （英语）.
12. ↑  . BBC Sport. 2010-10-01  [2010-10-02]. （原始内容存档于2020-11-07） （英语）.
13. ↑  . BBC Sport. 2011-01-14  [2011-01-15]. （原始内容存档于2020-11-22） （英语）.
14. ↑  . BBC Sport. 2011-01-22  [2011-01-24]. （原始内容存档于2020-02-02） （英语）.
15. ↑  . BBC Sport. 2011-04-03  [2011-04-04]. （原始内容存档于2011-04-06） （英语）.

## 外部連結
- 足球数据库：克里斯·鲍威尔的球员统计数据
- 克里斯·鲍威尔個人網站
- Petition for Powell to receive a knighthood from pm.gov.uk

| 非組織職務             | 非組織職務            | 非組織職務           |
| ---------------------- | --------------------- | -------------------- |
| 前任者： 甸恩·荷斯和夫 | PFA主席 2005 – 2010年 | 繼任者： 奇勒·卡素爾 |